# Za Groblą (Bazów)
Za Groblą – część wsi Bazów w Polsce, położona w województwie świętokrzyskim, w powiecie sandomierskim, w gminie Łoniów. Należy do sołectwa Bazów.
W latach 1975–1998 Za Groblą administracyjnie należało do województwa tarnobrzeskiego.